# Fußball-Sachsenliga
Die Sachsenliga (ehemals Landesliga Sachsen) ist die höchste Spielklasse der Herren des Sächsischen Fußballverbandes.

## Struktur
Die Sachsenliga ist innerhalb des Spielbetriebes des Deutschen Fußball-Bundes seit 2008 eine der sechsthöchsten Spielklassen. Der Meister steigt direkt in die Oberliga Nordost auf, dabei entscheidet die regionale Lage, ob der Verein der Nord- oder der Südstaffel zugeordnet wird. Die Zahl der Absteiger richtet sich nach der Anzahl der Absteiger aus den höheren Ligen, es steigen aber mindestens zwei Vereine in die untergeordneten vier Staffeln der Landesklasse ab. Seit 2016 ist der mittelständische Fensterhersteller WEKU aus Wertheim Hauptsponsor und offizieller Namensgeber der Sachsenliga. Zuvor war Wernesgrüner der Namengeber der Liga.

## Vorgeschichte
Die heutige Sachsenliga hatte bereits in den ersten Jahren nach dem Zweiten Weltkrieg Vorläufer. Nachdem die territoriale Beschränkung des Sportverkehrs in der sowjetischen Besatzungszone Mitte 1946 aufgehoben worden war, formierten sich im Land Sachsen im Herbst 1946 zunächst drei Fußball-Bezirksligen (Dresden, Chemnitz und Leipzig), in denen lediglich regionale Meister ermittelt wurden, ohne dass ein sächsischer Fußballmeister ausgespielt wurde. Im Herbst 1947 kamen zwei weitere Bezirksstaffeln hinzu (Ostsachsen im Gebiet der Oberlausitz, Westsachsen für den Raum Zwickau-Vogtland).
Auch in der Saison 1947/48 wurde wieder in fünf Ligen zu je einer Staffel (außer Leipzig: zwei Staffeln) gespielt. Anschließend wurde ein Viertelfinale durchgeführt, an dem die fünf Bezirksmeister (außer Leipzig: nur der Vizebezirksmeister) teilnahmen, das jedoch nach heute nicht mehr feststellbaren Kriterien durch drei weitere Mannschaften aufgestockt wurde. Das anschließende Halbfinale, aus dem die SG Planitz und die SG Einheit Meerane siegreich hervorgingen, diente lediglich dazu, die sächsischen Teilnehmer an der 1. Ostzonenmeisterschaft zu ermitteln. Ein sächsischer Meister wurde erneut nicht gekürt.
Das Fußballjahr 1948/49 in Sachsen verlief erstmals in überschaubaren Bahnen. Die fünf sächsischen Bezirksmeister wurden zunächst in einer 1. Finalrunde zusammengefasst, in der die Mannschaften jeweils einmal aufeinandertrafen. Die drei Erstplatzierten spielten schließlich in der 2. Finalrunde den sächsischen Fußballmeister aus. Die SG Dresden-Friedrichstadt besiegte sowohl Einheit Meerane (3:2) als auch die ZSG Industrie Leipzig (1:0) und wurde damit erster sächsischer Nachkriegsmeister.
In der Spielzeit 1949/50 war die neugeschaffene zweigleisige Landesliga mit 12 bzw. 11 Mannschaften die zweithöchste Spielklasse im ostdeutschen Fußball. Sieger der Staffel Ost war am Ende der Saison SG Dresden-Mickten, Sieger der Staffel West SG Lauter. In drei Endspielen errang die SG Dresden-Mickten mit 1:0, 1:2 und 3:2 den Titel.
Ab der Saison 1950/51 rückte die neugeschaffene DDR-Liga zwischen die Oberliga und die Landesliga, wodurch die Landesligen drittklassig wurden. Die letzten beiden Sachsenmeister waren 1950/51 die BSG Sachsenverlag Plauen und 1951/52 die BSG Empor Wurzen. Als 1952 die ostdeutschen Länder aufgelöst und durch 15 Bezirke ersetzt wurden, traten an die Stelle der Landesligen parallel zur staatlichen Gliederung fünfzehn Bezirksligen. In Sachsen waren das die Bezirksliga Leipzig, die Bezirksliga Dresden und die Bezirksliga Chemnitz (ab 1953 Karl-Marx-Stadt). Die Bezirksmeister konnten sich über Aufstiegsspiele für die DDR-Liga qualifizieren.

## Sächsische Landesmeister seit 1991
- 1990: Neugründung
- 1991: VFC Plauen
- 1992: Dresdner SC
- 1993: Chemnitzer FC Amateure
- 1994: VFC Plauen
- 1995: Dresdner SC
- 1996: FV Dresden-Nord
- 1997: SV 1919 Grimma
- 1998: VfB Leipzig II
- 1999: VfB Zittau
- 2000: FC Stahl Riesa 98
- 2001: OFC Neugersdorf
- 2002: FV Dresden 06 Laubegast
- 2003: VfB Auerbach
- 2004: FC Eilenburg
- 2005: FSV Budissa Bautzen
- 2006: FSV Zwickau
- 2007: SSV Markranstädt
- 2008: FC Erzgebirge Aue II
- 2009: SG Dynamo Dresden II
- 2010: Chemnitzer FC II
- 2011: VfB Fortuna Chemnitz
- 2012: SSV Markranstädt
- 2013: FC Oberlausitz Neugersdorf
- 2014: RB Leipzig II
- 2015: Bischofswerdaer FV 08
- 2016: BSG Chemie Leipzig
- 2017: FC Eilenburg
- 2018: VfL 05 Hohenstein-Ernstthal
- 2019: FC Grimma
- 2020: kein Meister (Saison abgebrochen)
- 2021: kein Meister (Saison ohne Wertung)
- 2022: SC Freital
- 2023: SSV Markranstädt
- 2024: SG Taucha 99
- 2025: VfB Empor Glauchau

## Mannschaften 2025/26
Folgende Mannschaften haben sich für die Sachsenliga 2025/26 qualifiziert:
- SG Handwerk Rabenstein
- FV Dresden 06 Laubegast
- BSG Stahl Riesa
- SC Borea Dresden
- SG Taucha 99
- FC Oberlausitz Neugersdorf
- SSV Markranstädt
- Dresdner SC 1898
- SV Tapfer 06 Leipzig
- VfB Fortuna Chemnitz
- Reichenbacher FC
- VfL Pirna-Copitz 07

- SV Tanne Thalheim
- SV Lipsia 93 Eutritzsch
- SC Freital 2
- SG Dynamo Dresden U23

## Zuschauerrekorde
| Saison 2007/08: | FC Sachsen Leipzig II – 1. FC Lokomotive Leipzig   | 12.150 Zuschauer |
|                 | 1. FC Lokomotive Leipzig – FC Sachsen Leipzig II   | 09.895 Zuschauer |
|                 | SG Dynamo Dresden II – 1. FC Lokomotive Leipzig    | 06.500 Zuschauer |
|                 | 1. FC Lokomotive Leipzig – FC Erzgebirge Aue II    | 05.568 Zuschauer |
|                 | 1. FC Lokomotive Leipzig – SG Dynamo Dresden II    | 05.053 Zuschauer |
|                 | 1. FC Lokomotive Leipzig – SV 1919 Grimma          | 04.139 Zuschauer |
| Saison 2015/16: | BSG Chemie Leipzig – VfB Empor Glauchau            | 03.622 Zuschauer |
| Saison 2007/08: | Kickers 94 Markkleeberg – 1. FC Lokomotive Leipzig | 03.432 Zuschauer |
| Saison 2005/06: | FSV Zwickau – FC Erzgebirge Aue II                 | 03.214 Zuschauer |
| Saison 2014/15: | BSG Chemie Leipzig – BSG Stahl Riesa               | 03.164 Zuschauer |
| Saison 2005/06: | FC Erzgebirge Aue II – FSV Zwickau                 | 03.100 Zuschauer |
| Saison 2024/25: | Dresdner SC – FV Dresden 06 Laubegast              | 02.898 Zuschauer |

## Teilnehmer der Sachsenliga
Stand: Beginn Saison 2025/26
| Verein                      | Anzahl Spielzeiten | beste Platzierung | Anzahl Meistertitel | Spielzeiten                                                                                                   | Anmerkungen |
| --------------------------- | ------------------ | ----------------- | ------------------- | --- | --- |
| SV 1990 Altenburg           | 1                  | 11.               | –                   | 1990/91 (1)                                                                                                   | wechselte auf Grund der neu zugeschnittenen Bundesländer ab der Saison 1991/92 in die Thüringenliga |
| FC Grimma                   | 20                 | 1.                | 1                   | 1990/91–1996/97 (7), 2006/07–2018/19 (13)                                                                     | 1990–1994 als SV Motor Grimma, 1994–2009 als SV 1919 Grimma, seit 2009 als FC Grimma |
| FV Gröditz                  | 2                  | 5.                | –                   | 1990/91–1991/92 (2)                                                                                           | |
| SSV Markranstädt            | 22                 | 1.                | 3                   | 1990/91–1992/93 (3), 1995/96 (1), 1999/00–2006/07 (8), 2010/11–2011/12 (2), 2017/18–2018/19 (2), 2020/21– (6) | 2022/23 trotz Meisterschaft Verzicht auf Aufstieg in die Oberliga |
| SSV Fortschritt Neustadt    | 3                  | 2.                | –                   | 1990/91–1992/93 (3)                                                                                           | |
| VfL Pirna-Copitz            | 28                 | 2.                | –                   | 1990/91–1991/92 (2), 1994/95 (1) 1997/98–2010/11 (14), 2015/16– (11)                                          | Anfang als Wismut Pirna-Copitz |
| VFC Plauen                  | 3                  | 1.                | 2                   | 1990/91 (1), 1992/93–1993/94 (2)                                                                              | |
| SV Tanne Thalheim           | 11                 | 6.                | –                   | 1990/91–1999/00 (10), 2025/26– (1)                                                                            | |
| ATSV Wurzen                 | 5                  | 5.                | –                   | 1990/91 (1), 1996/97 (1), 1998/99–1999/00 (2), 2001/2002 (1)                                                  | 1990/91 als 1. FSV Wurzen |
| VfB Zittau                  | 12                 | 1.                | 1                   | 1990/91–1998/99 (9), 2002/03–2004/05 (3)                                                                      | |
| SpVgg Zschopau              | 5                  | 3.                | –                   | 1990/91–1994/95 (5)                                                                                           | |
| Rot-Weiß Werdau             | 4                  | 4.                | –                   | 1990/91–1993/94 (4)                                                                                           | |
| Motor Thurm                 | 1                  | 13.               | –                   | 1991/92 (1)                                                                                                   | |
| Chemnitzer FC II            | 10                 | 1.                | 2                   | 1991/92, (1), 1997/98 (1), 1999/00–2001/02 (3), 2003/04–2006/07 (4), 2009/10 (1)                              | |
| Dresdner SC                 | 6                  | 1.                | 2                   | 1991/92 (1), 1994/95 (1), 2004/05–2005/06 (2), 2024/25– (2)                                                   | in der Saison 2005/06 Abstieg mit 0 Punkten durch Eröffnung eines Insolvenzverfahrens |
| SG Dynamo Dresden II        | 19                 | 1.                | 1                   | 1991/92–2008/09 (18), 2025/26– (1)                                                                            | |
| Döbelner SC                 | 13                 |                   | –                   | 1991/92–2000/01 (10), 2012/13–2014/15 (3)                                                                     | |
| ESV Delitzsch               | 2                  | 8.                | –                   | 1991/92–1992/93 (2)                                                                                           | |
| VfB Leipzig II              | 10                 | 1.                | 1                   | 1992/93–1997/98 (6), 2000/2001–2003/04 (4)                                                                    | während der Saison 2003/04 Rückzug der Mannschaft |
| FSV Budissa Bautzen         | 7                  | 1.                | 1                   | 1992/93–1993/94 (2), 2002/03–2004/05 (3), 2019/20–2020/21 (2)                                                 | Relegation nach Abbruch der Saison 2020/21 gegen SC Freital, Aufstieg in die NOFV-Oberliga Nord |
| BSG Stahl Riesa             | 19                 | 1.                | 1                   | 1993/94–1999/00 (7), 2002/03 (1), 2013/14–2021/22 (9), 2024/25– (2)                                           | 1993 bis 1995 als Riesaer SV, 1995 bis 1998 als Riesaer SV Blau-Weiß, 1998 bis 2000 als FC Stahl Riesa 98, 2002–2003 als FC Stahl Riesa 98, seit 2013 als BSG Stahl Riesa |
| SC Borea Dresden            | 7                  | 1.                | 1                   | 1993/94–1995/96 (3), 2012/13 (1), 2023/24– (3)                                                                | 1993 bis 1996 als FV Dresden Nord |
| VfB Glauchau                | 13                 | 1.                | 1                   | 1993/94–1995/96 (3), 2014/15–2018/19 (5), 2020/21–2024/25 (5)                                                 | von 1993 bis 1996 als VfB Glauchau, seit 2010 als VfB Empor Glauchau; für die Saison 96/97 zwar gemeldet, dann aber zurückgezogen |
| FC Eilenburg                | 16                 | 1.                | 2                   | 1993/94 (1), 1997/98–2003/04 (7), 2009/10–2016/17 (8)                                                         | bis 2001 als Mörtitzer FC Eilenburg |
| VfB Auerbach                | 9                  | 1.                | 1                   | 1994/95–2002/03 (9)                                                                                           | |
| SV Chemie Böhlen            | 3                  | 12.               | –                   | 1994/95–1996/97 (3)                                                                                           | |
| 1. FC Rodewisch             | 6                  | 6.                | –                   | 1995/96–2000/01 (6)                                                                                           | in der Saison 2000/01 vorzeitiger Rückzug |
| FC Oberlausitz Neugersdorf  | 16                 | 1.                | 2                   | 1995/96–2000/01 (6), 2006/07–2012/13 (7), 2023/24– (3)                                                        | bis 2001 als OFC Neugersdorf |
| FSV Zwickau II              | 7                  | 4.                | –                   | 1996/97–1998/99 (3), 2012/13–2015/16 (4)                                                                      | nach der Saison 2015/16 Rückzug der Mannschaft |
| TSV Lobstädt                | 2                  | 4.                | –                   | 1996/97–1997/98 (2)                                                                                           | |
| Heidenauer SV               | 7                  | 2.                | –                   | 1996/97 (1), 1999/00 (1), 2007/08 (1), 2010/11–2011/12 (2), 2014/15–2015/16 (2)                               | |
| BSC Rapid Chemnitz          | 13                 | 5.                | –                   | 1997/98–2002/03 (7), 2015/16–2018/19 (4), 2022/23–2023/24 (2)                                                 | 1997 bis 2001 als Altchemnitzer BSC |
| Meißner SV 08               | 2                  | 10.               | –                   | 1997/98–1998/99 (2)                                                                                           | |
| TSV Pulsnitz                | 4                  | 4.                | –                   | 1998/99–2001/02 (4)                                                                                           | |
| FC Erzgebirge Aue II        | 8                  | 1.                | 1                   | 1998/99–1999/00 (2), 2002/03–2007/08 (6)                                                                      | |
| Bornaer SV                  | 5                  | 5.                | –                   | 2000/01 (1), 2006/07–2009/10 (4)                                                                              | nach der Saison 2009/10 zurückgezogen |
| Gelb-Weiß Görlitz           | 17                 | 3.                | –                   | 2000/01–2016/17 (17)                                                                                          | während der Saison 2016/17 zurückgezogen |
| FC Sachsen Leipzig II       | 11                 | 5.                | –                   | 2000/01–2010/11 (11)                                                                                          | |
| SV Eiche Reichenbrand 1912  | 2                  | 8.                | –                   | 2000/01–2001/02 (2)                                                                                           | |
| FV Dresden 06 Laubegast     | 11                 | 1.                | 1                   | 2001/02 (1), 2005/06–2008/09 (4), 2020/21– (6)                                                                | |
| Bischofswerdaer FV 08       | 8                  | 1.                | 1                   | 2001/02–2002/03 (2), 2004/05–2005/06 (2), 2011/12–2014/15 (4)                                                 | |
| Concordia Schneeberg        | 3                  | 8.                | –                   | 2001/02–2003/04 (3)                                                                                           | |
| Kickers 94 Markkleeberg     | 20                 | 5.                | –                   | 2002/03–2011/12 (10), 2013/14–2021/22 (9), 2023/24 (1)                                                        | |
| FV Dresden Nord II          | 3                  | 11.               | –                   | 2003/04–2005/06 (3)                                                                                           | mittlerweile in SC Borea Dresden umbenannt |
| FC Lausitz Hoyerswerda      | 1                  | 15.               | –                   | 2003/04 (1)                                                                                                   | |
| VfB Fortuna Chemnitz        | 13                 | 1.                | 1                   | 2003/04–2010/11 (8), 2013/14 (1), 2022/23– (4)                                                                | 2003 bis 2005 als VfB Chemnitz |
| Hausdorfer SV               | 1                  | 11.               | –                   | 2004/05 (1)                                                                                                   | nach der Saison 2004/05 zurückgezogen |
| SV 1874 Vielau              | 1                  | 15.               | –                   | 2004/05 (1)                                                                                                   | |
| FSV Zwickau                 | 1                  | 1.                | 1                   | 2005/06 (1)                                                                                                   | |
| BSV 68 Sebnitz              | 4                  | 5.                | –                   | 2005/06–2008/09 (4)                                                                                           | nach der Saison 2008/09 zurückgezogen |
| SV Naunhof                  | 3                  | 9.                | –                   | 2005/06 (1), 2009/10–2010/11 (2)                                                                              | nach der Saison 2010/11 zurückgezogen |
| SV Bannewitz                | 4                  | 3.                | –                   | 2006/07–2009/10 (4)                                                                                           | |
| FSV Krumhermersdorf         | 1                  | 16.               | –                   | 2006/07 (1)                                                                                                   | |
| 1. FC Lokomotive Leipzig    | 1                  | 2.                | –                   | 2007/08 (1)                                                                                                   | |
| BSC Freiberg                | 6                  | 9.                | –                   | 2007/08–2008/09 (2), 2012/13 (1), 2014/15–2016/17 (3)                                                         | |
| SV Einheit Kamenz           | 14                 | 1.                | –                   | 2008/09–2016/17 (9), 2018/19–2022/23 (5)                                                                      | während der Saison 2022/23 zurückgezogen |
| VfL 05 Hohenstein-Ernstthal | 10                 | 1.                | 1                   | 2008/09–2017/18 (10)                                                                                          | |
| FC Blau-Weiß Leipzig        | 7                  | 3.                | –                   | 2008/09–2010/11 (3), 2019/20–2022/23 (4)                                                                      | mit Beginn der Saison 2011/12 Wechsel der Landesligamannschaft zur BSG Chemie Leipzig, die damit den Platz für Blau-Weiß einnahm; 2008 bis 2011 als VfK Blau-Weiß Leipzig |
| Radebeuler BC 08            | 12                 | 5.                | –                   | 2009/10–2013/14 (5), 2017/18–2023/24 (7)                                                                      | |
| VFC Plauen II               | 3                  | 10.               | –                   | 2010/11–2011/12 (2), 2017/18 (1)                                                                              | während der Saison 2017/18 zurückgezogen |
| SG Dynamo Dresden III       | 1                  | 13.               | –                   | 2010/11 (1)                                                                                                   | nach der Saison 2010/11 zurückgezogen |
| RB Leipzig II               | 3                  | 1.                | 1                   | 2011/12–2013/14 (3)                                                                                           | |
| SG Leipzig-Leutzsch         | 3                  | 6.                | –                   | 2011/12–2013/14 (3)                                                                                           | Übernahme des Startplatzes der II. Mannschaft des aufgelösten FC Sachsen Leipzig, 2013/14 als SG Sachsen Leipzig, danach Abmeldung vom Spielbetrieb |
| BSG Chemie Leipzig          | 4                  | 3.                | –                   | 2011/12–2012/13 (2), 2014/15–2015/16 (2)                                                                      | Übernahme des Startplatzes des VfK Blau-Weiß Leipzig ab der Saison 2011/12 |
| Merkur 06 Oelsnitz          | 1                  | 15.               | –                   | 2011/12 (1)                                                                                                   | |
| FSV Budissa Bautzen II      | 1                  | 15.               | –                   | 2012/13 (1)                                                                                                   | |
| FC Stollberg                | 1                  | 16.               | –                   | 2013/14 (1)                                                                                                   | |
| SV See 90                   | 1                  | 9.                | –                   | 2013/14 (1)                                                                                                   | Auflösung des Vereins nach Saisonende (und Fusion mit dem FC Stahl Rietschen zum FC Stahl Rietschen-See e. V.), Übernahme des Startplatzes durch Inter Leipzig |
| Post SV Dresden             | 1                  | 16.               | –                   | 2014/15 (1)                                                                                                   | |
| FC International Leipzig    | 2                  | 2.                | –                   | 2014/15 (1), 2022/23 (1)                                                                                      | Übernahme des Startplatzes des SV See 90 zur Saison 2014/15, während der Saison 2022/23 zurückgezogen |
| Reichenbacher FC            | 6                  | 6.                | –                   | 2015/16–2017/18 (3), 2023/24– (3)                                                                             | |
| SG Taucha 99                | 10                 | 1.                | 1                   | 2015/16–2016/17 (2), 2018/19– (8)                                                                             | 2023/24 trotz Meisterschaft Verzicht auf Aufstieg in die Oberliga |
| FC 1910 Lößnitz             | 9                  | 3.                | –                   | 2016/17–2024/25 (9)                                                                                           | noch vor dem 1. Spieltag der Saison 2024/25 zurückgezogen |
| FV Eintracht Niesky         | 6                  | 4.                | –                   | 2016/17–2021/22 (6)                                                                                           | |
| VfB Zwenkau 02              | 2                  | 13.               | –                   | 2016/17–2017/18 (2)                                                                                           | |
| SV Lipsia 93 Eutritzsch     | 2                  | 14.               | –                   | 2017/18 (1), 2025/26– (1)                                                                                     | |
| Großenhainer FV 90          | 6                  | 2.                | –                   | 2017/18–2022/23 (6)                                                                                           | nach der Saison 2022/23 zurückgezogen |
| Germania Mittweida          | 4                  | 6.                | –                   | 2018/19–2021/22 (4)                                                                                           | |
| FSV 1990 Neusalza-Spremberg | 4                  | 2.                | –                   | 2018/19–2021/22 (4)                                                                                           | |
| SV Olbernhau                | 1                  | 16.               | –                   | 2018/19 (1)                                                                                                   | während der Saison 2018/19 zurückgezogen |
| LSV Neustadt/Spree          | 2                  | 8.                | –                   | 2019/20–2020/21 (2)                                                                                           | nach der Saison 2020/21 zurückgezogen |
| SG Handwerk Rabenstein      | 7                  | 2.                | –                   | 2019/20– (7)                                                                                                  | |
| SG Motor Wilsdruff          | 4                  | 8.                | –                   | 2019/20–2021/22 (3), 2023/24 (1)                                                                              | |
| SG Dresden Striesen         | 3                  | 14.               | –                   | 2020/21–2022/23 (3)                                                                                           | |
| SC Freital                  | 2                  | 1                 | 1                   | 2020/21–2021/22 (2)                                                                                           | Meister der Landesklasse Mitte 2019/20 war der Hainsberger SV, Verein entstand durch Fusion mit FV Blau-Weiß Stahl Freital und SG Motor Freital; Relegation nach Abbruch der Saison 2020/21 gegen FSV Budissa Bautzen, Verbleib in der Sachsenliga; Aufstieg in die Oberliga |
| FSV Motor Marienberg        | 4                  | 4.                | –                   | 2020/21–2022/23 (3), 2024/25 (1)                                                                              | Aufstieg in die Oberliga zur Saison 2023/24 |
| FSV Oderwitz 02             | 1                  | 14.               | –                   | 2022/23 (1)                                                                                                   | |
| Radefelder SV 90            | 2                  | 10.               | –                   | 2022/23–2023/24 (2)                                                                                           | |
| SV Tapfer 06 Leipzig        | 2                  | 10.               | –                   | 2024/25– (2)                                                                                                  | |
| ESV Lokomotive Zwickau      | 1                  | 15.               | –                   | 2024/25 (1)                                                                                                   | |
| SC Freital 2                | 1                  | –                 | –                   | 2025/26– (1)                                                                                                  | |